# Vous n'êtes pas seuls
Pour plus de détails, voir Fiche technique et Distribution.
Vous n'êtes pas seuls est un film québécois réalisé par Marie-Hélène Viens et Philippe Lupien sorti en 2024 et mettant en vedette Pier-Luc Funk et Marianne Fortier.
Il s'agit du premier long métrage des coréalisateurs Marie-Hélène Viens et Philippe Lupien. Le film a fait sa première mondiale au Festival international du film de Toronto (TIFF) où il se mérite une mention honorable du jury du prix de la meilleure découverte canadienne (en),.
En 2024, le film a fait la courte liste du prix de la découverte Jean-Marc Vallée (en).

## Synopsis
Léo, livreur de pizza travaillant de nuit, célibataire vivant seul, ne voulant voir personne, ni sortir, fait la rencontre d'un chauffeur de taxi dénommé John qui mystérieusement s'intéresse aux âmes esseulées comme Léo. Seulement, Léo devient moins esseulé alors qu'il fait la connaissance de Rita qui vit une autre forme de solitude et qui comprend l'état d'âme de Léo. Cependant, cette romance ne fera pas l'affaire de John.

## Fiche technique
Source : IMDb
- Titre original : Vous n'êtes pas seuls
- Réalisation et scénario : Marie-Hélène Viens et Philippe Lupien
- Musique : Pierre-Philippe Côté (Pilou)
- Direction artistique : Éric Barbeau
- Costumes : Caroline Bodson (en)
- Maquillage et coiffure : Josianne Cournoyer
- Photographie : Ariel Méthot
- Son : Olivier Houde, Jean-François B. Sauvé, Luc Boudrias
- Montage : Amélie Labrèche
- Production : Fanny-Laure Malo
- Société de production : La Boîte à Fanny
- Société de distribution : Maison 4:3
- Pays de production :  Canada
- Tournage : 24 jours de tournage à partir du 26 octobre 2023 jusqu'en décembre 2023, dont au motel Falcon à Brossard[3] et à Laval[4]
- Langue originale : français
- Format : couleur
- Genre : comédie romantique, science-fiction
- Durée : 105 minutes
- Dates de sortie :
  - Canada : 5 septembre 2024 (première à la 49e édition du Festival international du film de Toronto)[5]
  - Canada : 18 octobre 2024 (sortie en salle au Québec)

## Distribution
- Pier-Luc Funk : Léo Biron
- Marianne Fortier : Rita St-Laurent
- François Papineau : John, chauffeur de taxi
- Sandrine Bisson : Sylvie Marcoux
- Micheline Lanctôt : Lucy
- Blaise Tardif : Paul Biron
- Florence Blain Mbaye (en) : policière SQ